# Suphalomitus pygmaeus
Suphalomitus pygmaeus là một loài côn trùng trong họ Ascalaphidae thuộc bộ Neuroptera. Loài này được New miêu tả năm 1984.